# Почётные звания Украины
Почётные звания Украины — один из видов государственных наград Украины. Почётные звания (англ. Meritorious Awards) являются распространёнными в международной практике для признания важных для общества достижений.
Список действующих почётных званий Украины установлен Законом Украины от 16 марта 2000 года № 1549-III «О государственных наградах Украины» и по состоянию на 1 января 2017 года включает в себя 4 звания категории «Народный», 36 званий категории «Заслуженный», а также почётное звание «Мать-героиня».
Все почётные звания являются равнозначными между собой, кроме имеющих степени: почётные звание «Народный артист Украины», «Народный архитектор Украины», «Народный учитель Украины», «Народный художник Украины» являются высшей степенью соответствующего почётного звания «Заслуженный артист Украины», «Заслуженный архитектор Украины», «Заслуженный учитель Украины», «Заслуженный художник Украины». Присвоение почётных званий Украины, за исключением имеющих степени, повторно не производится.

## Список почётных званий
- «Народный артист Украины»
- «Народный архитектор Украины»
- «Народный учитель Украины»
- «Народный художник Украины»

- «Заслуженный артист Украины»
- «Заслуженный архитектор Украины»
- «Заслуженный врач Украины»
- «Заслуженный горняк Украины»

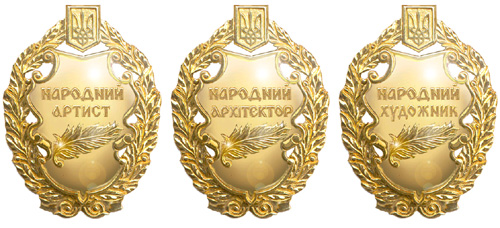

- «Заслуженный деятель искусств Украины»
- «Заслуженный деятель науки и техники Украины»
- «Заслуженный донор Украины»
- «Заслуженный журналист Украины»
- «Заслуженный изобретатель Украины»
- «Заслуженный лесовод Украины»
- «Заслуженный мастер народного творчества Украины»
- «Заслуженный машиностроитель Украины»
- «Заслуженный металлург Украины»
- «Заслуженный метролог Украины»
- «Заслуженный природоохранник Украины»
- «Заслуженный работник ветеринарной медицины Украины»
- «Заслуженный работник гражданской защиты Украины»
- «Заслуженный работник здравоохранения Украины»
- «Заслуженный работник культуры Украины»
- «Заслуженный работник образования Украины»
- «Заслуженный работник промышленности Украины»
- «Заслуженный работник сельского хозяйства Украины»
- «Заслуженный работник социальной сферы Украины»
- «Заслуженный работник сферы услуг Украины»
- «Заслуженный работник транспорта Украины»
- «Заслуженный работник туризма Украины»
- «Заслуженный работник фармации Украины»
- «Заслуженный работник физической культуры и спорта Украины»
- «Заслуженный рационализатор Украины»
- «Заслуженный строитель Украины»
- «Заслуженный учитель Украины»
- «Заслуженный художник Украины»
- «Заслуженный шахтёр Украины»
- «Заслуженный экономист Украины»
- «Заслуженный энергетик Украины»
- «Заслуженный юрист Украины»

- «Мать-героиня»

## История почётных званий
На независимой Украине до 2000 года действовало Положение «О государственных наградах Украинской ССР», утверждённое Указом Президиума Верховного Совета Украинской ССР от 7 мая 1981 года № 1870-X. В соответствии Положением устанавливались 29 почётных званий, из них три звания категории «Народный» и 26 званий категории «Заслуженный», с заменой в названиях почётных званий слов «Украинской ССР» на слово «Украины»:
- «Заслуженный работник промышленности Украины»
- «Заслуженный металлург Украины»
- «Заслуженный шахтер Украины»
- «Заслуженный энергетик Украины»
- «Заслуженный машиностроитель Украины»
- «Заслуженный строитель Украины»
- «Заслуженный работник транспорта Украины»
- «Заслуженный работник сельского хозяйства Украины»
- «Заслуженный изобретатель Украины»
- «Заслуженный рационализатор Украины»
- «Заслуженный экономист Украины»
- «Заслуженный работник сферы услуг Украины»
- «Заслуженный юрист Украины»
- «Заслуженный врач Украины»
- «Заслуженный работник здравоохранения Украины»
- «Заслуженный учитель Украины»
- «Заслуженный работник народного образования Украины»
- «Заслуженный деятель науки и техники Украины»
- «Народный артист Украины»
- «Заслуженный артист Украины»
- «Народный художник Украины»
- «Заслуженный художник Украины»
- «Заслуженный деятель искусств Украины»
- «Народный архитектор Украины»
- «Заслуженный архитектор Украины»
- «Заслуженный журналист Украины»
- «Заслуженный работник культуры Украины»
- «Заслуженный работник физической культуры и спорта Украины»
- «Заслуженный мастер народного творчества Украины»

В дополнение к ним в 1999 году были установлены отличия Президента Украины — почётные звания «Заслуженный лесовод Украины» (Указом Президента Украины от 17 сентября 1999 года № 1191/99) и «Заслуженный работник социальной сферы Украины» (Указом Президента Украины от 30 октября 1999 года № 1425/99).
Законом Украины от 16 марта 2000 года № 1549-III «О государственных наградах Украины» была установлена система из 33 почётных званий Украины, в которую были включены 31 ранее установленное почётное звание (только звание «Заслуженный работник народного образования Украины» стало именоваться «Заслуженный работник образования Украины») и 2 новых почётных звания — «Заслуженный донор Украины» и «Заслуженный природоохранитель Украины».
Впоследствии в эту систему были включены ещё 8 почётных званий:
- «Заслуженный работник ветеринарной медицины Украины» (Законом Украины от 15 ноября 2001 года № 2775-III)
- «Мать-героиня» (Законом Украины от 11 мая 2004 года № 1705-IV)
- «Заслуженный метролог Украины» (Законом Украины от 15 июня 2004 года № 1765-IV)
- «Заслуженный работник фармации Украины» (Законом Украины от 8 сентября 2005 года № 2876-IV)
- «Народный учитель Украины» (Законом Украины от 21 сентября 2006 года № 169-V)
- «Заслуженный горняк Украины» (Законом Украины от 20 января 2010 года № 1815-VI)
- «Заслуженный работник гражданской защиты Украины» (Законом Украины от 20 января 2010 года № 1816-VI)
- «Заслуженный работник туризма Украины» (Законом Украины от 20 января 2010 года № 1817-VI)